# Marcussen & Søn

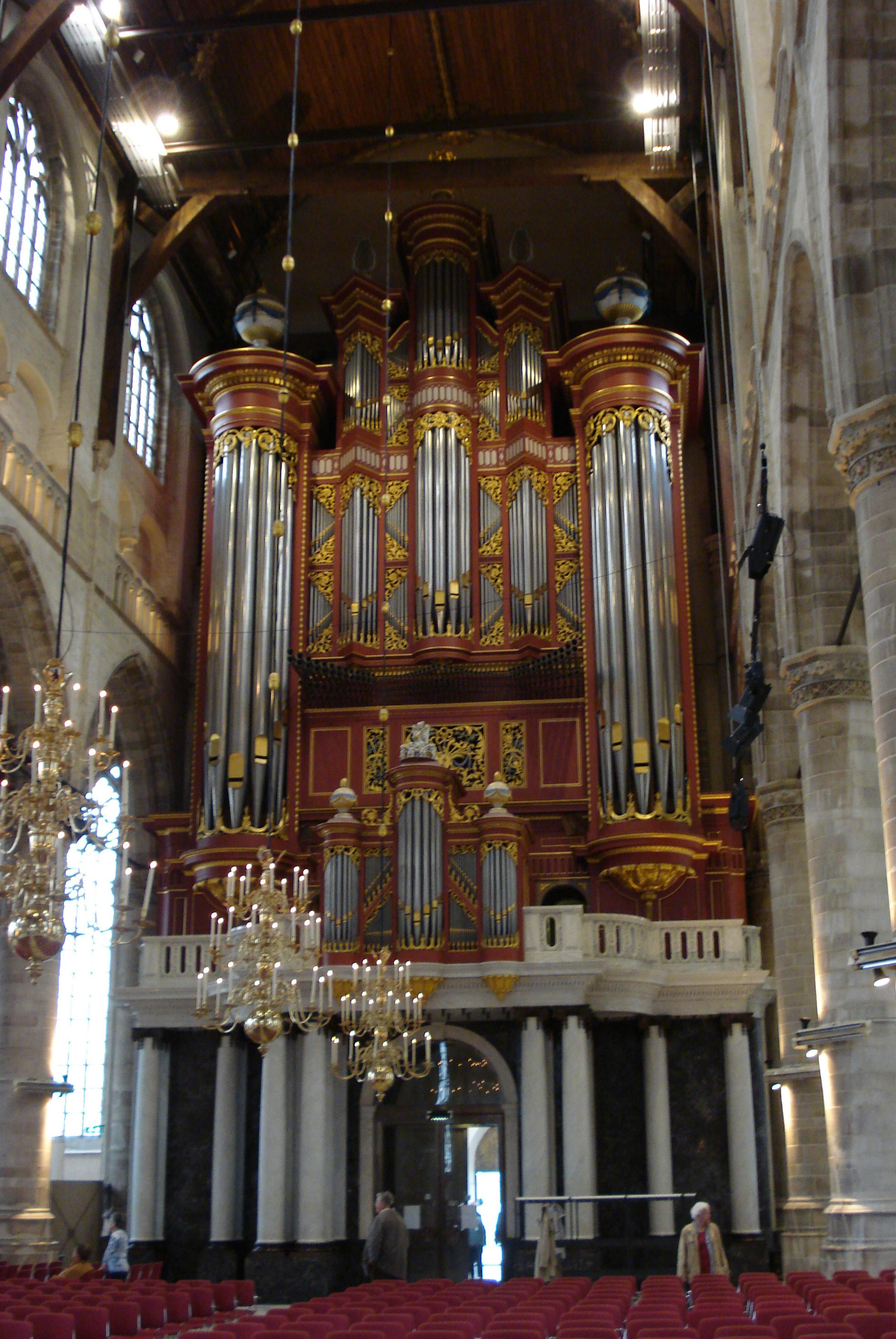
Laurenskerk, Rotterdam

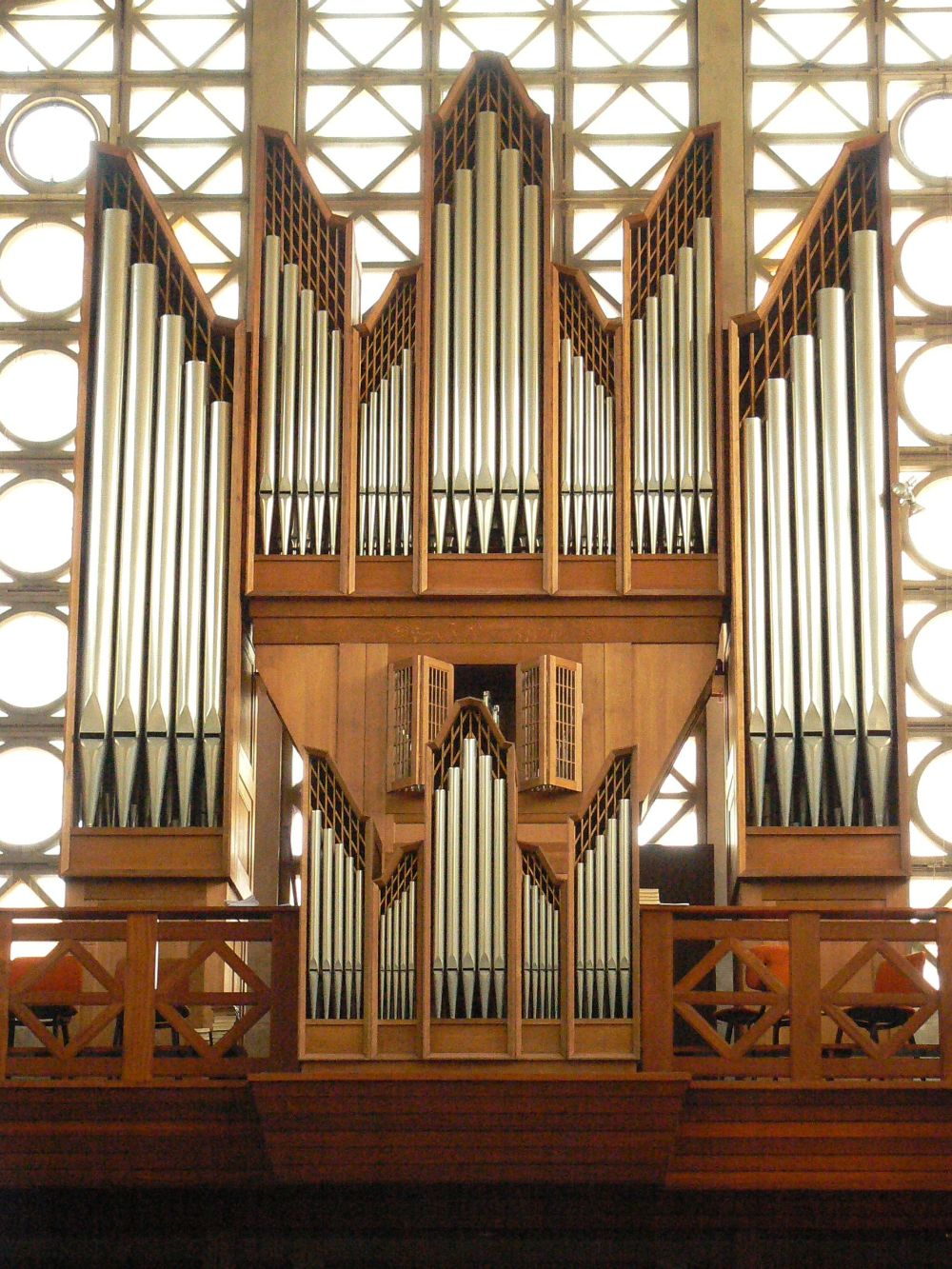
St. Stefanuskerk, Moerdijk.

Marcussen & Søn, dansk orgelbyggarfirma i Åbenrå, grundlagd 1806 av Jürgen Marcussen (1781–1860) i Vester Sottrup väster om Sønderborg. Företaget bygger piporglar på traditionellt vis till kyrkor och konsertsalar samt restaurerar även och bygger om befintliga instrument.
Jürgen Marcussen gifte sig 1806 med Anna Maria Andresen och hans första verkstad var inrymd hos svärfadern, vilken var snickare. Senare flyttade han verkstaden till Vester Sottrup och 1818 färdigställde hans sin första stora piporgel. År 1826 tillkom Marcussen Andreas Reuter (1798–1847) som kompanjon och firman kallades Marcussen og Reuter.
År 1830 flyttade verksamheten till Åbenrå och de första stora uppdragen blev att 1833 bygga om orgeln i Roskilde domkyrka och 1836 den i Köpenhamns domkyrka. Då Andreas Reuter avled 1847 ersattes han av Jürgen Marcussens son, Jürgen Andreas (1816–1900), och firmanamnet ändrades till Marcussen & Søn. Samma år byggde man orgeln i Lunds domkyrka och 1865 den i Nystads nya kyrka, Finland. Senare kom även en släkting till Marcussen, Johannes Lassen Zachariassen (1864–1922), att ingå i firman. 
Omkring 1960 hade antalet medarbetare växt så, att de uppgick till 60. Orglar från Aabenraa har levererats till små och stora kyrkor i Skandinavien och sedan sonen S. Jürgen Zachariassen övertog firman 1960 har man exporterat till länder över hela världen. Företaget har genom tiderna byggt långt över tusen instrument.
Firman har alltid varit ett familjeföretag, vilket dock 1994 ombildades till ett aktiebolag, och 1995 inträdde Claudia Zachariassen, som sjunde generation i firman och hon är sedan 2002 direktör.

## Ett urval av företagets orglar i svenska kyrkor
| - Frösö kyrka, Jämtland, 1951 - Gräsmarks kyrka, Värmland, 1947 - Hagakyrkan, Göteborg, 1861 - Hässleholms kyrka, Skåne, 1955 - Höganäs kyrka, Skåne, 1958 - Jakobs kyrka, Stockholm, kororgel - Järfälla kyrka, Uppland, 1962 - Lunds domkyrka, 1934 - Matteus kyrka, Stockholm, 1972 | - Oscarskyrkan, Stockholm, 1949 - Spånga kyrka, Stockholm, 1957 - Storkyrkan, Stockholm 1960 - Södertälje kyrka, Södermanland, 1957 - Torsby kyrka, Bohuslän, 1990. - Vansbro kyrka, Dalarna, 1953 - Ytterby kyrka, Bohuslän, 1993 - Österåkers kyrka, Uppland, 1970 |

| År        | Ursprunglig kyrka               | Stift      | Bild | Manualer | Pedal        | Stämmor | Bevarad orgel/fasad | Övrigt |
| --------- | ------------------------------- | ---------- | ---- | -------- | ------------ | ------- | ------------------- | --- |
| 1854      | Göteborgs synagoga              |            |      | 2        | Självständig |         | Ja/Ja               | På 1930-talet utökades orgeln av Olof Hammarberg, Göteborg. Den hade efter utökningen 19 stämmor.                                                        |
| 1856      | Lofta kyrka                     | Linköpings |      | 2        | Självständig |         | Ja (delvis)/Ja      | Orgeln omändrades 1937 av samma firma. |
| 1857      | Gärdserums kyrka                | Linköpings |      | 2        | Självständig | 18      | Nej/Ja              | En ny orgel byggdes 1956 av A Mårtenssons Orgelfabrik AB, Lund.                                                                                          |
| 1859      | Norrköpings synagoga            |            |      | 1        | Bihängd      | 6       | Ja/Ja               | [ 1 ] |
| 1860      | Vänersborgs kyrka               | Skara      |      |          | Självständig | 37      | Nej/?               | En ny orgel byggdes 1908 av Johannes Magnusson, Göteborg.                                                                                                |
| 1861      | Väderstads kyrka                | Linköpings |      | 2        | Självständig | 20      | Ja/Ja               | [ 2 ] |
| 1862      | Saint Andrew's Church, Göteborg |            |      | 2        | Självständig | 14      | Ja/Ja               | 1966 omdisponerades orgeln av A. Magnusson Orgelbyggeri AB, Göteborg. 1988 renoverades och återdisponerades orgeln av Herwin Troje, Göteborg.            |
| 1862      | Örby kyrka                      | Göteborgs  |      |          |              | 18      | Nej/Ja              | En ny orgel byggdes 1932 av Åkerman & Lund, Sundbybergs stad.                                                                                            |
| 1864      | Färgaryds kyrka                 | Växjö      |      | 2        | Självständig | 15      | Ja/Ja               | [ 5 ] |
| 1864      | Tyska kyrkan, Göteborg          | Göteborgs  |      |          | Självständig | 40      | Ja (delvis)/Ja      | En ny orgel byggdes 1927 av A. Magnusson Orgelbyggeri AB, Göteborg.                                                                                      |
| 1868      | Örgryte gamla kyrka             | Göteborgs  |      |          |              | 12      | Nej/Nej             | Orgeln byggdes ut 1926 från 12 till 18 stämmor av A. Magnusson Orgelbyggeri AB, Göteborg. 1957 flyttades orgeln till Nössemarks kyrka.                   |
| 1871      | Kungälvs kyrka                  | Göteborgs  |      |          |              | 20      | Nej/Nej             | En ny orgel byggdes 1923 av A. Magnusson Orgelbyggeri AB, Göteborg.                                                                                      |
| 1877      | Mariakyrkan, Göteborg           | Göteborgs  |      |          |              | 15      | Nej/Nej             | [ 4 ] |
| 1877      | Skeda kyrka                     | Linköpings |      | 2        | Självständig | 15      | Ja/Ja               | Orgeln renoverades på 1960-talet av Richard Jacoby Orgelverkstad AB, Stockholm.                                                                          |
| 1879      | Varnhems klosterkyrka           | Skara      |      |          | Självständig | 26      | Nej/Nej             | Orgeln förstördes i en eldsvåda 1965. |
| 1880      | Kvillinge kyrka                 | Linköpings |      | 2        | Självständig |         | Ja (delvis)/Ja      | Orgeln omändrades 1936 av Olof Hammarberg, Göteborg. |
| 1939      | Vårfrukyrkan, Skänninge         | Linköpings |      | 3        | Självständig | 34      | Ja/Ja               | Ryggpositivets fasad är samtida med orgeln. Huvudfasaden är från 1772 års orgel byggd av Lars Wahlberg.                                                  |
| 1940      | Växjö domkyrka                  | Växjö      |      | 3        | Självständig | 51      | Ja/Ja               | Fasaden är från 1799 års orgel. Den påbörjades av Lars Wahlberg och fullbordades av Olof Schwan.                                                         |
| 1947      | Svenska Gustafskyrkan           |            |      | 3        | Självständig | 31      | Ja/Ja               | Orgeln renoverades av firman 1991. |
| 1950      | Uppsala domkyrka                | Uppsala    |      | 2        | Självständig | 14      | Ja/Ja               | Kororgel. Orgeln byggdes till 1975 med Subbas 16' i pedalen av Walter Thür Orgelbyggen AB, Torshälla.                                                    |
| 1951      | Frösö kyrka                     | Härnösands |      | 2        | Självständig | 27      | Ja/Ja               | Orgeln innehåller 9 stämmor från 1900 års orgel, byggd av P L Åkerman & Lunds Orgelfabriks AB, Sundbybergs köping. Fasaden är från samma 1900 års orgel. |
| 1956      | Undersviks kyrka                | Uppsala    |      | 2        | Självständig | 23      | Ja/Ja               | Fasaden är från 1873 års orgel, byggd av E A Setterquist & Son, Örebro.                                                                                  |
| 1956      | Immanuelskyrkan, Norrköping     |            |      | 2        | Självständig | 17      | Ja/Ja               | [ 1 ] |
| 1956      | Vimmerby kyrka                  | Linköpings |      | 3        | Självständig | 39      | Ja/Ja               | Ryggpositivets fasad är samtida med orgeln. Huvudfasaden är från 1769 års orgel byggd av Lars Wahlberg och Anders Wollander, Vimmerby.                   |
| 1957      | Växjö domkyrka                  | Växjö      |      | 1        | -            | 5       | Ja/Ja               | Altarorgel. Orgeln är mekanisk och flyttbar. |
| 1958      | Danmarks kyrka                  | Uppsala    |      | 2        | Självständig | 17      | Ja/Ja               | [ 6 ] |
| 1958      | Sjösås gamla kyrka              | Växjö      |      | 2        | Självständig | 7       | Ja/Ja               | [ 5 ] |
| 1961      | Tabernaklet, Göteborg           |            |      | 2        | Självständig | 17      | Ja/Ja               | [ 1 ] |
| 1961      | Sankt Mikaels kyrka, Örebro     | Strängnäs  |      | 1        | Självständig | 6       | Ja/Ja               | Orgeln flyttades 1985 till Pingstkyrkan Elim, Örebro. |
| 1961      | Immanuelskyrkan, Stockholm      |            |      | 1        | Självständig | 6       | Ja/Ja               | [ 8 ] |
| 1962      | Linköpings missionskyrka        |            |      | 2        | Självständig | 18      | Ja/Ja               | [ 1 ] |
| 1963      | Equmeniakyrkan Huskvarna        |            |      | 2        | Självständig | 18      | Ja/Ja               | [ 9 ] |
| 1963      | Sankt Lars kyrka, Linköping     | Linköpings |      | 1        | Bihangspedal | 5       | Ja/Ja               | Kororgel. |
| 1964      | Sankt Lars kyrka, Linköping     | Linköpings |      | 3        | Självständig | 40      | Ja/Ja               | Fasaden är från 1801 års orgel byggd av Pehr Schiörlin, Linköping.                                                                                       |
| 1966      | Heliga Korsets kyrka            | Växjö      |      | 2        | Självständig | 13      | Ja/Ja               | [ 5 ] |
| 1966      | Vånga kyrka, Östergötland       | Linköpings |      | 2        | Självständig | 21      | Ja/Ja               | [ 2 ] |
| 1967      | Sankt Pauli kyrka, Göteborg     | Göteborgs  |      | 1        | -            | 5       | Ja/Ja               | Kororgel. |
| 1968      | Sankt Petri kyrka, Västervik    | Linköpings |      | 3        | Självständig | 41      | Ja/Ja               | [ 2 ] |
| 1968      | Sankt Petri kyrka, Västervik    | Linköpings |      | 1        | Självständig | 6       | Ja/Ja               | Kororgel. |
| 1970      | Sankt Pauli kyrka, Göteborg     | Göteborgs  |      | 3        | Självständig | 40      | Ja/Ja               | [ 4 ] |
| 1976      | Gustav Adolfs kyrka, Borås      | Skara      |      | 3        | Självständig | 51      | Ja/Ja               | [ 3 ] |
| 1981      | Tanums kyrka                    | Göteborgs  |      | 2        | Självständig | 29      | Ja/Ja               | Fasaden är från 1861 års orgel byggd av Johan Niklas Söderling, Göteborg.                                                                                |
| 1982      | Kullings-Skövde kyrka           | Skara      |      | 2        | Självständig | 24      | Ja/Ja               | [ 3 ] |
| Före 1988 | Andreaskyrkan, Bergsjön         | Göteborgs  |      | 1        | -            | 4       | Ja/Ja               | [ 4 ] |
| 1990      | Charlottenborgskyrkan           | Linköpings |      | 2        | Självständig | 14      | Ja/Ja               | [ 2 ] |

### Ombyggnationer och reparationer
| År        | Ursprunglig kyrka  | Stift      | Bild | Manualer | Pedal        | Stämmor | Bevarad orgel/fasad | Övrigt |
| --------- | ------------------ | ---------- | ---- | -------- | ------------ | ------- | ------------------- | --- |
| 1849      | Göteborgs domkyrka | Göteborgs  |      |          | Självständig |         | Nej/Ja              | [ 4 ] |
| 1864      | Göteborgs domkyrka | Göteborgs  |      |          | Självständig | 51      | Nej/Ja              | [ 4 ] |
| 1946      | Bjälbo kyrka       | Linköpings |      | 2        | Självständig | 12      | Nej/Ja              | Orgeln omändrades av Marcussen 1946. Orgeln var byggd 1882 av Carl Elfström, Ljungby. 19870 renoverades orgeln av Reinhard Kohlus, Vadstena.           |
| 1959      | Österlövsta kyrka  | Uppsala    |      | 2        | Självständig | 17      | Ja/Ja               | 1959 ombyggdes och tillbyggdes orgeln av Marcussen & Søn. Orgeln var byggd 1883–1884 av E A Setterquist & Son, Örebro.                                 |
| 1963-1964 | Lövstabruks kyrka  | Uppsala    |      |          |              |         | Ja/Ja               | 1963–1964 restaurerade Marcussen & Sön en orgel. Orgeln var byggd 1726–1728 av Johan Niclas Cahman, Stockholm.                                         |
| 1984      | Rappestads kyrka   | Linköpings |      | 2        | Självständig | 26      | Ja/Ja               | Marcussen renoverades orgeln och återställde den till ursprungligt skick. Den var byggd 1815 av Pehr Schiörlin och Jonas Fredric Schiörlin, Linköping. |